# 9K113 Konkurs
9K113 Konkurs (russisch 9К113 Конкурс, NATO-Codename AT-5 Spandrel) ist eine Panzerabwehrlenkwaffe aus sowjetischer Produktion. Der GRAU-Index der Lenkwaffe lautet 9M113.

## Entwicklung
Das Waffensystem wurde ab 1962 parallel mit der 9K111 Fagot entwickelt. Während die 9K111 als tragbare Raketenwaffe für den infanteristischen Einsatz vorgesehen war, sollte die schwerere 9M113 primär von Fahrzeugen aus abgefeuert werden. Entwickler beider Systeme war das Konstruktionsbüro KBP in Tula. Die ersten Systeme wurden 1974 an die Sowjetarmee ausgeliefert.

## Technik
Die 9M113-Lenkwaffen werden in versiegelten GFK-Transport- und Startbehältern ausgeliefert. Der Transport- und Startbehälter wiegt beladen rund 25 kg und wird auf die 9P135M-Starteinheit aufgesetzt. Diese besteht aus einer Lafette, der 9S451M-Lenkeinheit sowie der 9Sh119M1-Tageslicht-Zieloptik mit vierfacher Vergrößerung. An diese kann das 1PN86-1-Wärmebildgerät angeschlossen werden. Damit ist eine Zielerfassung auf Entfernungen von bis zu 3.500 m möglich. Der Transport- und Startbehälter mit der Lenkwaffe wird auf die Starteinheit neben der Lenkeinheit aufgesetzt. Hat der Schütze das Ziel anvisiert, betätigt er den Auslöser und zündet damit die Ausstoßladung, welche die Lenkwaffe mit 64 m/s aus dem Rohr ausstößt. In einer Entfernung von 10–15 m zündet das Feststoff-Marschtriebwerk und beschleunigt die Lenkwaffe auf 270 m/s. Der Flugkörper erreicht durch seine Rotation eine stabile Flugbahn. Um die gesamte Reichweite von 4.000 m zu durchfliegen, benötigt die Waffe rund 20 Sekunden. Die durchschnittliche Fluggeschwindigkeit beträgt 206 m/s. Während des Fluges spult die Lenkwaffe einen Draht ab, über den sie Lenkkommandos erhält. Die 9M113 arbeitet nach dem SACLOS-Lenkprinzip (halbautomatische Kommandolenkung). Dabei verfolgt die 9S451M-Lenkeinrichtung die Lenkwaffe über einen an der Lenkwaffe angebrachten Infrarot-Strahler. Lenkkommandos werden in der Lenkeinheit errechnet und mittels der Drahtverbindung an die Lenkwaffe übermittelt. Während des Fluges braucht der Schütze lediglich das Ziel im Fadenkreuz zu behalten. Alternativ lässt sich die Rakete auch per Hand steuern (MCLOS). Die 9M113-Lenkwaffe ist mit dem 9N131-Hohlladungs-Gefechtskopf bestückt. Dieser hat eine Durchschlagsleistung von 500 bis 650 mm Panzerstahl. Mit der 9S451M-Starteinheit können auch die 9M111-Lenkwaffen der AT-4 Spigot abgefeuert werden.
Neben der Ausführung für den tragbaren Einsatz durch die Infanterie kommt die 9M113 auch auf verschiedenen Fahrzeugen zum Einsatz. Sie wird auf den Schützenpanzern BMP-2, BMD-2 und BRDM-2 als Panzerabwehr-Bordwaffe eingesetzt. Als Nachfolgemodelle kommen inzwischen die 9K135 Kornet und die 9K123 Chrisantema zum Einsatz.

## Varianten
- 9K113 Konkurs:
  - Rakete 9M113 Gaboy: Initialversion ab 1974 mit 2,7 kg schwerer 9N131-Hohlladung, Panzerdurchschlag 500–650 mm RHA. Ab 1982 wurde die verbesserte 9N131M-Hohlladung verbaut.[8][9][10]
- 9K113M Konkurs-M:
  - Rakete 9M113M Udar: Eingeführt 1991 mit verbesserter Elektronik und Tandemhohlladung zur Bekämpfung von Reaktivpanzerung, Panzerdurchschlag 750–800 mm RHA.[1][2]
  - Rakete 9M113M1: Eingeführt 2004 mit vier zusätzlichen Canards und neuer 9N131M1-Tandemhohlladung.[2][8][10]

## Verbreitung
- Algerien – 400
- Armenien – unbekannte Anzahl
- Aserbaidschan – unbekannte Anzahl
- Ägypten – 580

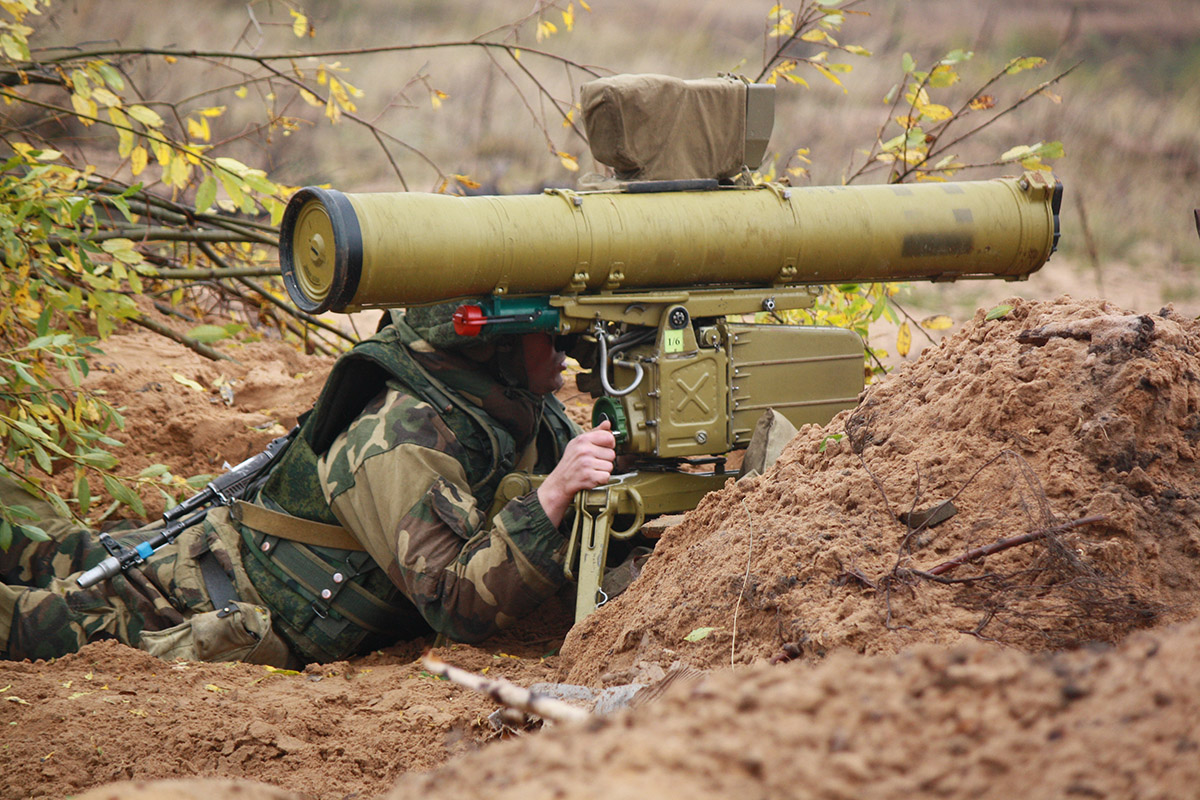
Ein belarussischer Soldat mit einem Konkurs-Starter im Jahr 2017

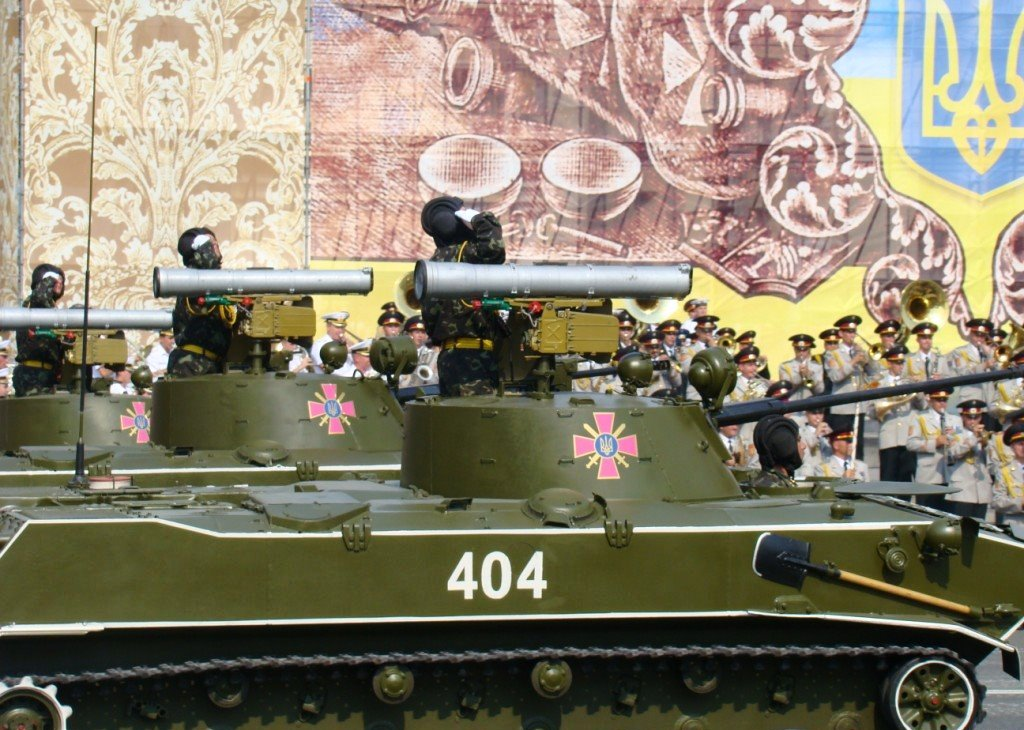
Ukrainische BMD-2-Luftlandepanzer mit 9P135M-Starteinheit auf dem Turmdach

- Bulgarien – 425 (plus Lizenzproduktion)
- Belarus – unbekannte Anzahl
- Deutsche Demokratische Republik – 11.200
- Elfenbeinküste – unbekannte Anzahl
- Eritrea – unbekannte Anzahl
- Finnland – 595
- Georgien – unbekannte Anzahl
- Guinea – unbekannte Anzahl
- Indien – 39.430 (Lizenzproduktion)
- Iran – unbekannte Anzahl (Lizenzproduktion)
- Jemen – unbekannte Anzahl
- Kasachstan – unbekannte Anzahl
- Kirgisistan – unbekannte Anzahl
- Kroatien – unbekannte Anzahl
- Libyen – unbekannte Anzahl
- Marokko – 100
- Montenegro – unbekannte Anzahl
- Polen – 800
- Rumänien – unbekannte Anzahl
- Russland – unbekannte Anzahl
- Syrien – 400
- Slowakei – unbekannte Anzahl
- Tschechien – 500 (plus Lizenzproduktion)
- Turkmenistan – unbekannte Anzahl
- Ukraine – unbekannte Anzahl
- Ungarn – 2.060

Quellen: